# چارلی واتس
چارلز روبرت واتس (۲ ژوئن ۱۹۴۱ – ۲۴ اوت ۲۰۲۱) موسیقی‌دان، آهنگساز، تهیه‌کننده اهل بریتانیا بود که به عنوان درامر گروه رولینگ استونز به آوازه جهانی دست یافت. او یکی از بلندمدت‌ترین اعضای گروه بود که در ژانویه ۱۹۶۳ به عضویت رولینگ استونز درآمد و تا زمان مرگش در ۲۰۲۱ عضو باقی ماند.
واتس آموزش گرافیک دیده بود و نواختن درام را در کلوب‌های ریتم‌اندبلوز لندن آغاز کرد و در آنجا با برایان جونز، میک جگر و کیت ریچاردز آشنا شد. در ژانویه ۱۹۶۳، او به عنوان درامر به گروه نوپای آنها، رولینگ استونز، پیوست. واتس، جگر و ریچاردز تنها اعضایی هستند که در تمام آلبوم‌های استودیویی گروه حضور داشته‌اند. وی از موسیقی جاز به عنوان تأثیرگذار عمده در سبک نوازندگی خود نام برده‌است. او با گروه خود، چارلی واتس کوینتت، تور داشت و در لندن در باشگاه جاز رونی اسکات با چارلی واتس تنتت ظاهر شد.
در سال ۲۰۰۶ واتس به تالار مشاهیر درامرهای مدرن وارد شد. در همان سال مجله ونیتی فیر او را به عنوان خوش‌پوش‌ترین شخصیت برجسته به تالار مشاهیر خوش‌پوشان وارد کرد. از نظر روبرت کریستگائو ، منتقد موسیقی، واتس «بزرگترین درامر راک» بود. در سال ۲۰۱۶، او در فهرست «۱۰۰ نفر از بزرگترین درامرهای همه دوران» رولینگ استون در جایگاه ۱۲ قرار گرفت.
از فیلم‌ها و برنامه‌های تلویزیونی که وی در آن نقش داشته‌است می‌توان به سیرک راک اند رول رولینگ استونز، کاک‌ساکر بلوز، یک به‌علاوه یک، و پناهم بده اشاره کرد.
واتس در ۲۴ اوت ۲۰۲۱ در لندن در سن ۸۰ سالگی درگذشت.